# Greg X. Volz
Gregory Xavier Volz (nacido el 12 de enero de 1950) es un cantante de rock cristiano. Es reconocido por sus años como cantante de la banda Petra desde 1979 hasta 1985. Desde su salida de la banda, Volz ha llevado una carrera como solista. Entre 2010 y 2012, lideró una encarnación de su antigua banda llamada Classic Petra junto algunos de sus excompañeros.

## Biografía
Volz aprendió música por sí solo a la edad de 13 años, comenzando su propia banda llamada The Wombats. Al crecer, tuvo la oportunidad de compartir escenario con Janis Joplin, Chicago, y otros. Más adelante, formó otra banda llamada Gideon's Bible en Indianapolis. 
En 1970, Volz se convirtió al Cristianismo, la banda Gideon's Bible se desvaneció y junto al baterista David Eden, Volz formó una nueva banda cristiana llamada e Band. Las únicas grabaciones de estudio de esta banda se pueden conseguir en el disco Because I Am lanzado en 1973. Volz también se casó con Becky Britton el 2 de diciembre de 1973. Después que e Band se rompió en 1975, Volz se mudó a Springfield, Misuri donde trabajó con el guitarrista Phil Keaggy. Además, tuvo el rol principal en el musical de rock llamado Ezequiel.
En 1976, Volz recibió una oferta para ser el cantante de REO Speedwagon, pero la rechazó debido a su fe cristiana. Seis semanas más tarde, le pidieron participar en el segundo álbum de Petra llamado Come and Join Us. Aunque en ese momento participó solo como un cantante invitado en solo tres canciones, el guitarrista y fundador Bob Hartman (quien al momento servía de cantante con el cofundador Greg Hough), le ofreció la posición de cantante a tiempo completo.
El primer disco completo de Volz con la banda, Washes Whiter Than, salió en 1979. Volz trabajó en cuatro álbumes de estudio adicionales con la banda. Durante su tiempo con la banda, Petra alcanzó gran popularidad realizando 285 conciertos durante la gira del álbum Beat the System. Esta gira produjo el álbum en vivo Captured in Time and Space, que fue lanzado en 1985. Al terminar la gira, Volz anunció su decisión de abandonar la banda para seguir una carrera como solista.
En 1986, Volz lanzó su primer disco solista titulado The River is Rising, bajo el sello Myrrh Records. A este le siguieron tres discos adicionales. Durante este tiempo, también estuvo de gira con Joe English como parte de una banda llamada Pieces of Eight. Después de un receso por razones familiares, como resultado de su divorcio de Britton, Volz regresó en 1998 con un álbum nuevo, y ha seguido grabando desde ese momento. Además, Volz ha participado en numerosos proyectos junto a otros artistas.
En octubre de 2005, Volz se reunió una vez más con Petra para la grabación en vivo del último disco de la banda, Petra Farewell. Entró al escenario junto al cantante actual John Schlitt para un popurrí de baladas, a lo que siguió una interpretación en solitario de "Grave Robber", uno de los éxitos de su tiempo en la banda.
En mayo de 2010, Volz lideró una encarnación de la banda Petra bajo el nombre Classic Petra. La misma incluía integrantes de los años 1984-85. Esta banda lanzó un disco llamado Back to the Rock que incluía material nuevo, y grabaciones nuevas de los éxitos de la banda. La banda estuvo en gira por varios estados, y lanzaron un álbum en vivo también.

## Discografía
Solo albums
- Xavier (1982) (Limited private pressing of 1,000 LPs)
- The River Is Rising (1986)
- Come Out Fighting (1988)
- No Room in the Middle (1989)
- The Exodus (1991)
- Greg X. Volz Collection (1992)
- Break Out! Praise (1998)
- Let the Victors In! (1998)
- Ready or Not... Here He Comes! (1999)
- The Next Sphere (2001)
- In God's Presence (2005)
- No Greater Love (2006)
- In the Course of Time (2008)
- God Only Knows (2009)

Petra albums
- Washes Whiter Than (1979)
- Never Say Die (1981)
- More Power To Ya (1982)
- Not of this World (1983)
- Beat the System (1984)
- Captured in Time and Space (1985)